# Víc než dost
Víc než dost (v anglickém originále Plenty, dalším českým názvem Hojnost) je britský dramatický film z roku 1985. Režisérem filmu je Fred Schepisi. Hlavní role ve filmu ztvárnili Meryl Streep, Charles Dance, Tracey Ullman, John Gielgud a Sting.

## Ocenění
Film získal dvě nominace na cenu BAFTA, konkrétně v kategoriích nejlepší herec ve vedlejší roli(Gielgud) a nejlepší herečka ve vedlejší roli (Ullman).

## Obsazení
| Meryl Streep  | Susan Traherne       |
| Charles Dance | Raymond Brock        |
| Tracey Ullman | Alice Park           |
| John Gielgud  | Sir Leonard Darwin   |
| Sting         | Mick                 |
| Ian McKellen  | Sir Andrew Charleson |
| Sam Neill     | Lazar                |
| Burt Kwouk    | pan Aung             |